# كينيون كولمان
كينيون كولمان (بالإنجليزية: Kenyon Coleman)‏ هو لاعب كرة قدم أمريكية أمريكي، ولد في 10 أبريل 1979.

## وصلات خارجية
- كينيون كولمان على موقع مرجع كرة القدم المحترفة.كوم (الإنجليزية)